# Cladodromia decurtata
Cladodromia decurtata är en tvåvingeart som beskrevs av Collin 1933. Cladodromia decurtata ingår i släktet Cladodromia och familjen dansflugor. Inga underarter finns listade i Catalogue of Life.